# Tập đoàn sản xuất máy bay thống nhất
Tập đoàn Sản xuất Máy bay Thống nhất (tiếng Nga: Объединённая авиастроительная корпорация - OAK), tên tiếng Anh là United Aircraft Corporation (UAC; n.đ. 'Tổng Công ty Máy bay Thống nhất'), là một tập đoàn thuộc sở hữu của Chính phủ Nga được thành lập dựa trên cơ sở của sự liên kết giữa các công ty chế tạo máy bay và chính phủ các quốc gia thuộc Liên Xô cũ (bao gồm Nga, Ukraina và Uzbekistan), trong đó Chính phủ Nga sẽ là chủ sở hữu với hơn 90% cổ phần. Tập đoàn này được thành lập nhằm nâng cao tính cạnh tranh trong sản xuất, thiết kế và bán các sản phẩm là máy bay quân sự, dân dụng, vận tải và không người lái.
OAK được thành lập vào tháng 2-2006 bởi Tổng thống Nga Vladimir Putin. Tháng 10-2007, Tập đoàn sản xuất máy bay thống nhất đã đăng ký phát hành cổ phiếu thường với Cục chứng khoán Liên bang. Khối lượng cổ phiếu bán 96.724.000.000 có giá 1 RUB/cổ phiếu.. Đồng thời tập đoàn này cũng công bố những kế hoạch có thể phát hành 10-15% cổ phiếu vào năm 2008, lập kế hoạch đạt được 75% số vốn.
Trong tháng 12-2007, ngân hàng Vneshtorgbank (VTB) (thuộc sở hữu nhà nước) lớn thứ hai ở Nga đã công bố bán ra 5% cố phiếu trong EADS cho OAK theo giá thị trường. Sau đó VTB lại bán cổ phiếu của mình trong EADS cho Ngân hàng phát triển Nga (sở hữu nhà nước) (VEB). EADS đã sở hữu 20% cổ phiếu trong công ty Irkut, và EADS đã lập kế hoạch để chuyển thành cổ phiếu của OAK, EADS và OAK với những cổ phiếu nắm giữ của nhau, sẽ gây ảnh hưởng tới việc lãnh đạo của mỗi tập đoàn.
Chủ tịch OAK là Sergei Borisovich Ivanov, là Phó thủ tướng Nga đồng thời là Bộ trưởng Bộ quốc phòng Nga, đã công bố rằng các nhà đầu tư nước ngoài sẽ không được thừa nhận trong khu vực sản xuất sản phẩm quân sự của UAC, nhưng vốn đầu tư sẽ sử dụng trong việc chế tạo các sản phẩm dân dụng và vận tải của OAK.
Công ty Quốc gia Trung Quốc (COMAC) và OAK thành lập vào ngày 22 tháng 5 năm 2017 liên doanh Quốc tế Máy bay Thương mại Trung Quốc-Nga (CRAIC) để sản xuất một máy bay đường dài với 280 chỗ ngồi và một độ xa là 12.000 km cho tới năm 2028.

## Cấu trúc công ty
Bộ trưởng quốc phòng Nga S. B. Ivanov đã được bổ nhiệm làm chủ tịch của tập đoàn và Aleksey Innokyentyyevich Fyodorov, cựu lãnh đạo của Tập đoàn MiG và là người đồng sử hữu của Irkut, đã được bổ nhiệm là tổng giám đốc của tập đoàn mới.
Tập đoàn này sẽ trở thành tập đoàn lớn ở Nga, trong đó có Irkut (bao gồm Beriev, Xí nghiệp Hàng không Irkutsk, Phòng Thiết kế Điện tử hàng không Nga, Phòng thiết kế AviaSTEP IRKUT và BETA AIR ) Mikoyan, Sukhoi, Ilyushin, Tupolev, và Yakovlev. Gần đây tập đoàn này cũng tuyên bố rằng Khu sản xuất liên hợp hàng không Tashkent (Ташкентское авиационное производственное объединение имени В. П. Чкалова) tại Tashkent, Uzbekistan cũng sẽ thuộc sở hữu tập đoàn.

## Sản phẩm
(Đoạn này bao gồm các sản phẩm trong tương lai sẽ được phân bổ dưới ảnh hưởng của OAK)
OAK sẽ thực hiện 7 dự án, chúng sẽ giúp nền công nghiệp máy bay Nga phát triển, ví dụ như Sukhoi Superjet 100 (trước kia là Russian Regional Jet) và một máy bay tầm trung, MS-21 (Irkut, Ilyushin và Tupolev).

### Dân sự
- Sukhoi Superjet 100
- MS-21
- Antonov An-148
- Ilyushin Il-76
- Ilyushin Il-114
- Ilyushin Il-96

### Quân sự
- Có người lái:
  - Mikoyan MiG-35
  - Sukhoi Su-25
  - Sukhoi Su-30
  - Sukhoi Su-33
  - Sukhoi Su-34
  - Sukhoi Su-35
  - Sukhoi Su-35BM
  - Sukhoi Su-57
  - Tupolev Tu-160 †
  - Ilyushin Il-76
  - Ilyushin Il-78
- Không người lái:
  - Mikoyan SKAT Lưu trữ ngày 5 tháng 11 năm 2011 tại Wayback Machine†

†Chỉ thuộc Không quân Nga